# 馮習
馮 習（ふう しゅう）は、中国後漢末期から三国時代の蜀漢にかけての武将。字は休元。荊州南郡の人。

## 事績
劉備の荊州時代からの配下で、劉備の入蜀にも随行した。
章武元年（221年）、関羽の仇討ちに燃える劉備が呉討伐の兵を挙げると（夷陵の戦い）、馮習は領軍に任じられ、軍の司令官を任される。その緒戦では呉班と共に、呉の李異らの軍を撃ち破った。しかし章武2年（222年）6月、陸遜の火計によって蜀軍は大敗を喫し、馮習は潘璋の部下によって斬られた。
詳細な経緯は不明だが、楊戯の『季漢輔臣賛』において馮習は「休元（馮習）は敵を軽んじたため、国家に損失をもたらし、死に至った」と評され、敗戦の責を咎められている。

## 三国志演義
羅貫中の小説『三国志演義』では第81回で、夷陵の戦いに向かう蜀軍の副将として登場。第82回では呉班配下の将として孫桓軍と対峙。孫桓に夜襲を仕掛け、また朱然軍の救援に備え、関興・張苞を伏兵として配置するよう進言する。この作戦により孫桓を撃破し、また朱然は来訪しなかったものの、その配下の崔禹の捕縛に成功した。
第83回からは劉備配下の先鋒隊を担う。気候が猛暑となり、水の補給にも苦しんでいることを馮習が訴えると、劉備は軍勢を川沿いの木陰へと移動させた。
そのこともあり第84回で蜀軍本隊は、陸遜の火計を受けて大敗。火の手と呉軍の攻撃を逃れた馮習は、彝陵城の包囲に当たっていた呉班・張南に危機を告げる。そして張南と共に劉備救援に向かうがその最中、前後から敵の攻撃を受け、乱戦の中で敗死する。『季漢輔臣賛』のように敗戦の責を咎められることはなく、作中の詩では「馮習忠無二（馮習の忠は二つと無し）」と称えられる。